# Tom Udall
Pour les articles homonymes, voir Udall.
Thomas Stewart Udall, dit Tom Udall (nom prononcé en anglais : ˈjuːdɔːl), né le 18 mai 1948 à Tucson (Arizona), est un homme politique et diplomate américain, membre du Parti démocrate. Avocat de métier, il commence sa carrière politique en tant que procureur général du Nouveau-Mexique, de 1991 à 1999. Il est représentant (1999-2009), puis sénateur (2009-2021) du Nouveau-Mexique au Congrès des États-Unis et ambassadeur des États-Unis en Nouvelle-Zélande et aux Samoa de 2021 à 2025. 

## Biographie

### Famille
Issu de la famille Udall, dont nombre de membres sont entrés en politique, Tom Udall est le fils de Stewart Lee Udall, secrétaire à l'Intérieur des États-Unis de 1961 à 1969 sous les présidents Kennedy et Johnson, le neveu du représentant de l'Arizona Morris Udall et le cousin des sénateurs Mark Udall (Colorado) et Gordon Smith (Oregon). Tom Udall est mormon.

### Diplômes
Tom Udall est diplômé d'une licence en droit de l'université de Cambridge et d'un doctorat de la faculté de droit de l'université du Nouveau-Mexique, obtenu en 1977.

### Carrière politique
Il essaye à deux reprises de se faire élire au Congrès des États-Unis au Nouveau-Mexique dans les années 1980 (en 1982 dans le 3e district, puis en 1988 dans le 1er district) sans y parvenir. Il est procureur général du Nouveau-Mexique de 1991 à 1999.
Il est élu en 1998 à la Chambre des représentants des États-Unis dans le 3e district congressionnel du Nouveau-Mexique en battant le républicain sortant Bill Redmond (en) (53,2 % des voix contre 43,3 %). La victoire d'Udall était cependant attendue dans ce district favorable aux démocrates. Il est réélu à quatre reprises en rassemblant toujours plus des deux tiers des suffrages.
Lors des élections de 2008, il se présente à la succession du républicain Pete Domenici au Sénat des États-Unis. Il est désigné candidat du Parti démocrate sans opposition, après le retrait du maire d'Albuquerque Martin Chávez, poussé à se ranger derrière Udall par les sondages et la direction du parti. Face à lui, le Parti républicain se déchire entre la modérée Heather Wilson et le conservateur Steve Pearce. Udall est élu sénateur avec 61,3 % des voix contre Pearce (38,7 %). Il est reconduit pour un second mandat en 2014 avec 55,6 % des suffrages face à Allen Weh. En mars 2019, il annonce qu'il ne sera pas candidat à un troisième mandat au Sénat.
Un temps pressenti pour devenir, comme son père, secrétaire à l'Intérieur, le président Biden choisit finalement Deb Haaland pour la fonction. Le 16 juin 2021, Joe Biden annonce cependant le nommer ambassadeur en Nouvelle-Zélande et aux Samoa. Il est confirmé par le Sénat le 26 octobre suivant et remet ses lettres de créance à la gouverneure générale Cindy Kiro le 2 décembre. Il présente ses lettres de créance virtuellement au chef de l'État samoan Va'aletoa Sualauvi II le 17 février 2022, n'effectuant pas le voyage depuis Wellington dans un contexte de pandémie de Covid-19.

## Positionnement politique
Tom Udall est à la fois un nouveau démocrate et membre du Congressional Progressive Caucus.
En 2015, il présente un projet de résolution appelant le gouvernement des États-Unis à reconnaître le « génocide » indonésien (les massacres de 1965 en Indonésie), à déclassifier ses documents sur la question, et à faire la lumière sur son rôle à l'époque.